# 武内維積
武内 維積（たけうち いせき、1846年3月22日（弘化3年2月25日） - 1903年（明治36年）11月7日）は、明治期の日本の検察官、内務官僚。官選佐賀県知事。位階および勲等は従四位・勲四等。幼名は検一郎。

## 経歴
播磨国揖西郡龍野（現兵庫県たつの市）出身。武内宇三郎の二男として生まれる。林田藩儒・河野鉄兜に学んだ。
1883年12月27日、検事に任官。その後、内務省に転じ、内務権少書記官、大阪府少書記官、同書記官、大分県書記官、愛媛県書記官、宮城県書記官などを歴任。1892年2月、第2回衆議院議員総選挙に兵庫県第8区から出馬するが落選。
1897年4月、第2次松方内閣により佐賀県知事に任じられた。1898年6月、知事を非職となるが、後任の平山靖彦知事が一月もたたずに免官となったため、同年7月、佐賀県知事に再任。五か月後の同年12月21日に知事を非職となった。
その後、安田家顧問となった。

## 栄典
位階
- 1896年（明治29年）2月10日 - 従五位[6]
- 1897年（明治30年）5月31日 - 正五位[7]

勲章
- 1897年（明治30年）12月28日 - 勲四等瑞宝章[8]